# Anna Brandoli
Anna Brandoli, née en 1945, est une dessinatrice italienne et autrice de bande dessinée. Collaboratrice d'Alter Alter à partir de 1977, elle réalise plusieurs histoires traduites en français entre 1980 et 1993.

## Publications

### En français
- La Sorcière, avec Renato Queirolo, Desiba, 1980.
- Rebecca, avec Renato Queirolo, Glénat :

1. Rebecca, coll. « Grands Chapitres », 1985  (ISBN 2723404897).
2. Scènes de chasse, coll. « Vécu », 1987  (ISBN 272340840X). Pré-publié dans Vécu no 23-27, 1987.
3. Question de nez, coll. « Vécu », 1988  (ISBN 2723409139). Pré-publié dans Vécu no 31, 1988.

- Alias, avec Renato Queirolo, Glénat, 1988  (ISBN 2723410056). Pré-publié dans Vécu no 33, 1988.
- Cuba 42, avec Ottavio de Angelis, Bagheera, 1993  (ISBN 2908406276).

## Récompense
- 1984 : Prix Yellow-Kid de la dessinatrice italienne, pour l'ensemble de son œuvre